# Sueños celtas
Sueños Celtas es el segundo disco de la banda alicantina Lándevir.
Este disco fue empezado a producir a finales del 2003, pero debido a problemas que afrontó la banda con su anterior discográfica Red Dragon Records y la salida de su mánager entre otros, no fue sino hasta 2 años después que finalmente pudo ser editado bajo la tutela de Santo Grial Producciones. Este disco se sale de la temática acostumbrada de historias de la Edad Media y se interna más en romances, realidad mundial actual, amistad entre otros. Este es el primer disco en contar con la participación de Cristina Sánchez como voz femenina.

## Lista de canciones
- 1. Tal Vez Soñar... (Instrumental) 03:32
- 2. Última Oportunidad 05:37
- 3. Sueño o Realidad 05:21
- 4. Recuerdos 04:14
- 5. Un Mismo Sueño 05:20
- 6. Lágrimas De Acero (Instrumental) 03:27
- 7. Sólo Tú 04:58
- 8. Noches Celtas (Instrumental) 04:49
- 9. Cuando El Amanecer Despierta (Instrumental) 07:41
- 10. Tiempos Oscuros 04:11
- 11. Miel En Tu Corazón 05:31
- 12. La Vida Te Espera  (Survivor cover) 04:07
- 13. Amor Prohibido 09:11

## Intérpretes
- Francisco Gonzávez Esteve: Voz y guitarra
- José María Jerez: Guitarra solista
- José Francisco Amat: Batería
- Iván Martínez: Bajo
- Carlos Juan: Violín
- Pablo Guerra: Flauta

### Colaboraciones
- Cristina Sánchez: Voz en "Sólo Tú"
- Isabel Jerez: voz narrativa en "Tal Vez Soñar"
- Dani Martínez: Percusiuón en "Un Solo Sueño"
- Aránzazu García: violoncello en "Miel En Tu Corazón"
- Txus di Fellatio (Mägo de Oz): letra de "La Vida Te Espera"
- Jaime García (Abyss): voz en "Amor Prohibido" y coros en "Tiempos Oscuros", "Última Oportunidad" y "Recuerdos"

- Datos: Q6135265